# Livraghi (cognome)
Livraghi è un cognome di lingua italiana.

## Varianti
Livraga.

## Origine e diffusione
Cognome tipicamente lombardo, è presente prevalentemente nel milanese e lodigiano.
Potrebbe derivare dal toponimo Livraga, in provincia di Lodi.

## Persone
- Dario Livraghi, tenente dei carabinieri in Eritrea
- Giancarlo Livraghi
- Giovanni Livraghi
- Roberto Livraghi